# Alojzij Merhar
Alojzij Merhar (psevdonim: Silvin Sardenko), slovenski rimskokatoliški duhovnik, pesnik, pisatelj, dramatik in urednik, † 15. junij 1876, Ljubljana, † 21. februar 1942, Ljubljana.

## Življenje in delo
Rodil se je očetu Valentinu in materi Heleni (rojena Bergant).
Merhar je po končani gimnaziji v Ljubljani študiral bogoslovje in bil v Rimu leta 1906 promoviran iz rimskega cerkvenega prava. Nato je bil kaplan v raznih krajih, od 1908 pa katehet na gimnaziji in učiteljišču v Ljubljani; 1924 pa je postal stolni kanonik.
Prve pesmi je pričel objavljati v Angelčku in Vrtcu, nato pa v Ljubljanskem zvonu in Domu in svetu, katerega je od 1922 tudi urejal.
Merhar je brez uspeha tekmoval s pesniki moderne. Njegova lirika spada po obliki med spretno pesmotvorstvo, vsebinsko pa je zmes pobožnosti in neizživete erotike, prikrite z mistično haljo. Merharjevi spretno oblikovani in spevni verzi so ritmično shematični, dekorativni in napolnjeni s tradicionalno biblično simboliko. Poleg pesmi je Merhar pisal še črtice, igrice za otroke, legende, svetopisemske biografije, odrske slike, katere so uprizarjala verska društva, pa tudi vzgojne povesti in spomine. Literarnozgodovinsko vrednost imajo dijaški spomini in zbrana pričevanja Okoli Ketteja in Murna.

## Izbrana Bibliografija

### Pesniške zbirke
- V mladem jutru, 1903 (COBISS)
- Roma, 1906 (COBISS), 1941 (COBISS)
- Nebo žari, 1916 (COBISS)
- Dekliške pesmi, 1922 (COBISS)
- Apostol Slovencev Anton Martin Slomšek, 1930 (COBISS)
- Daritev, 1927 (COBISS)
- Trojno klasje, 1940 (COBISS)
- Tolažnica, 1942 (COBISS)

### Drame
- Mater Dolorosa, 1910 (COBISS)
- Slovanska apostola, 1910 (COBISS)
- Mati svetega veselja, 1912 (COBISS)
- Slovo, 1913 (COBISS)
- Nedeljske ure na društvenih odrih, 1920 (COBISS)

### Biografije in strokovni spisi
- Pij XI., 1929 (COBISS)
- Šola miru, 1934 (COBISS)
- Rogaška Slatina, 1936 (COBISS)